# 19. srpen
19. srpen je 231. den roku podle gregoriánského kalendáře (232. v přestupném roce). Do konce roku zbývá 134 dní.

## Události

### Česko
- 1279 – Biskup Tobiáš z Bechyně společně s Hynkem z Dubé svolal sjezd šlechty, který se sešel v Praze. Zde se ukázalo, že většina šlechty je stavem věcí v království silně znepokojena.
- 1435 – Husitské války: vojsko Táboritů bylo poraženo katolickými silami Oldřicha z Rožmberka v bitvě u Křeče. Šlo o poslední klasickou bitvu husitských válek.
- 1619 – Čeští stavové prohlásili Ferdinanda II. za sesazeného z českého trůnu a o týden později zvolili novým králem Fridricha Falckého, vůdce protestantské Unie. Tím vyjádřili svůj definitivní rozchod s Habsburky.
- 1851 – Karel Havlíček Borovský byl za své psaní v časopisu Slovan postaven před soud v Kutné Hoře, porota jej však osvobodila.
- 1889 – V Praze je založen první Český klub fotoamatérů.
- 1929 – Na pražském náměstí Jiřího z Poděbrad byla zahájena stavba kostela Nejsvětějšího Srdce Páně podle návrhu architekta Josipa Plečnika. Vysvěcen byl 8. května 1932.
- 1969 – Na mnoha místech republiky u příležitosti prvního výročí vpádu vojsk Varšavské smlouvy začaly masové protesty jako výraz nespokojenosti s politikou nového komunistického vedení; skončily 21. srpna, vyžádaly si čtyři mrtvé.

### Svět

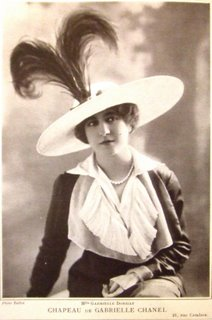
Coco Chanel (* 1883)

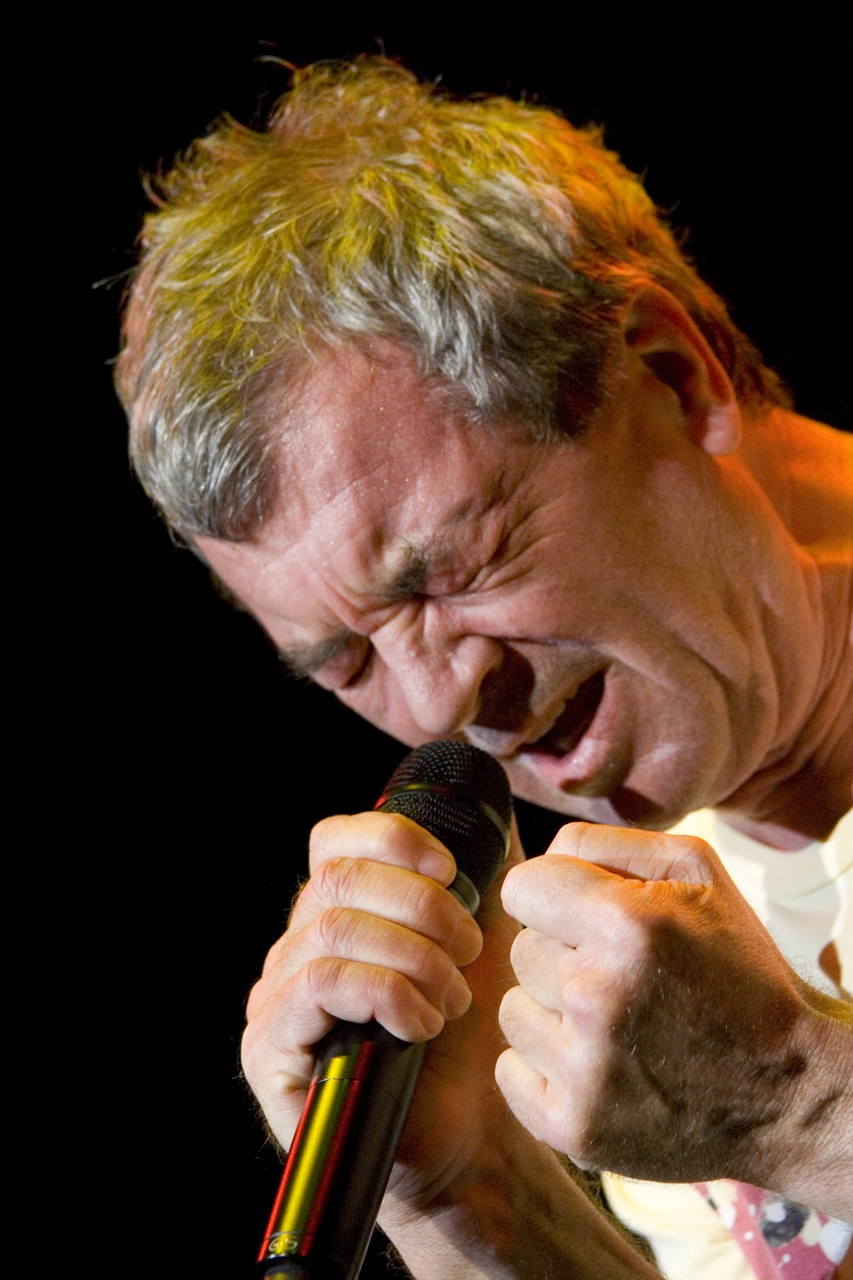
Ian Gillan (* 1945)

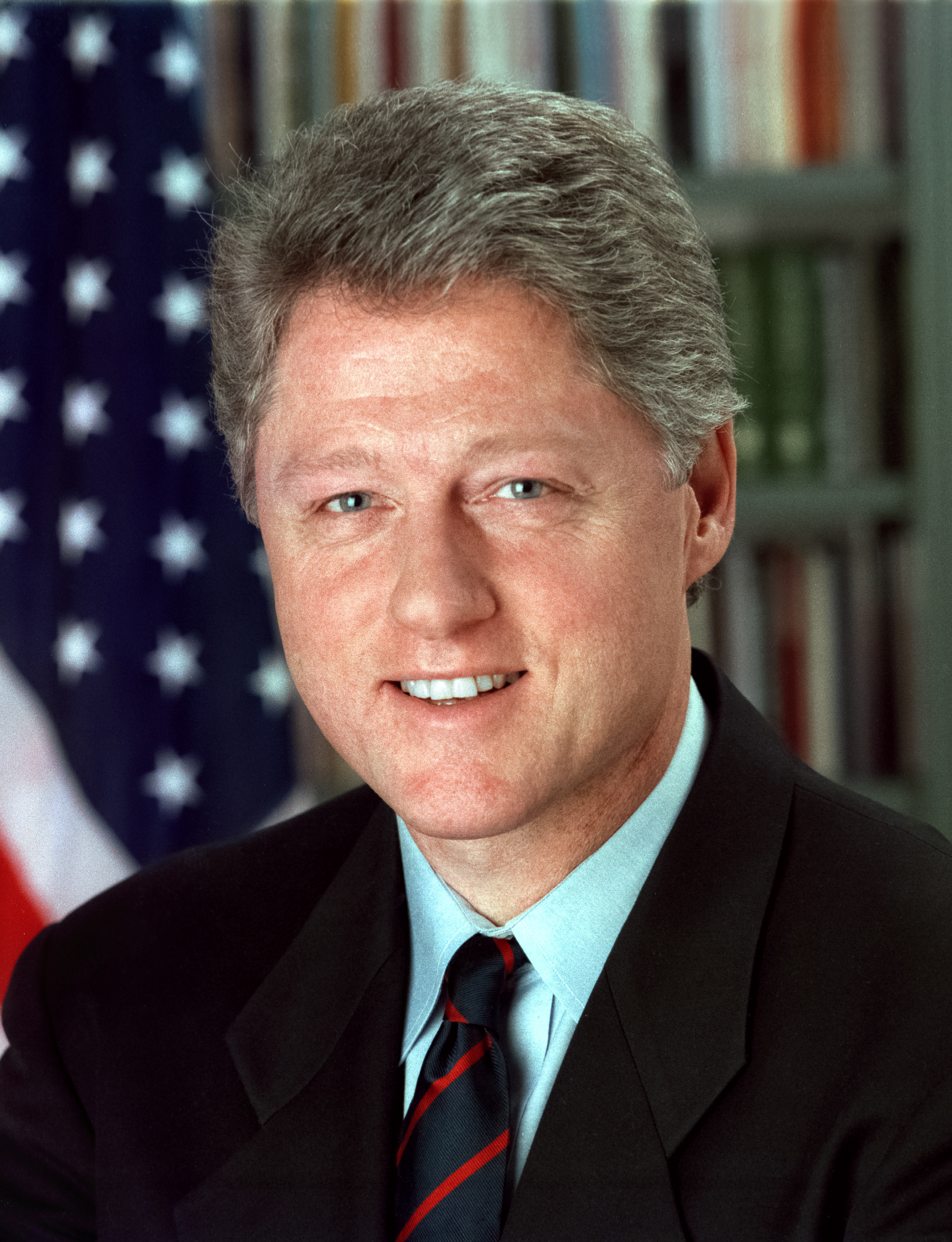
Bill Clinton (* 1946)

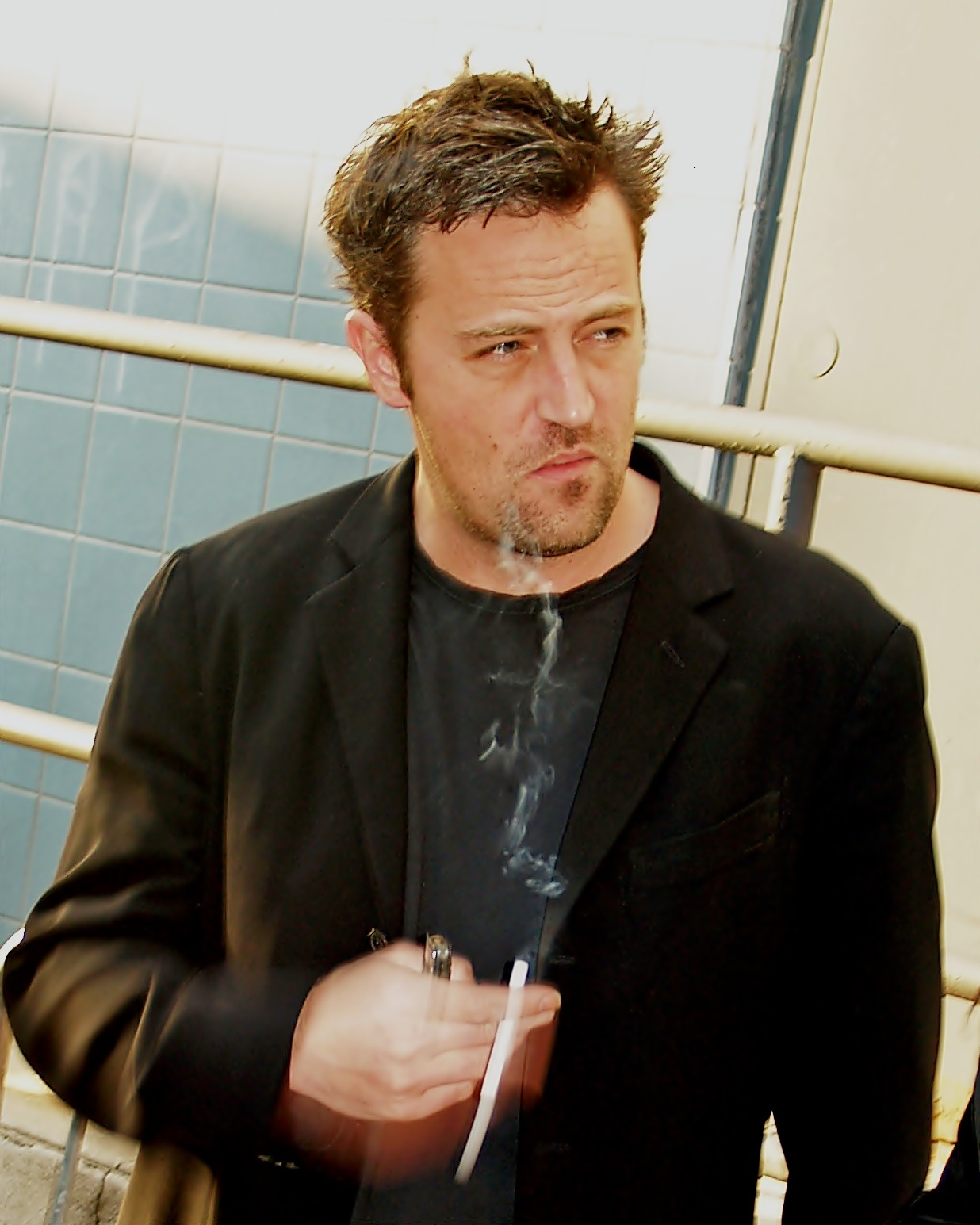
Matthew Perry (* 1969)

- 0295 př. n. l. – Quintus Fabius Maximus Cunctator dedikuje první chrám Venuši, římské bohyni lásky, krásy a plodnosti během 3. samnitské války
- 0043 př. n. l. – Octavian, později známý jako Augustus, donutil římský senát, aby ho zvolili konzulem a prosadil zavržení Caesarových vrahů.
- 0440 – Sixtus III. končí jako 44. katolický papež. Nahradil ho Lev I. Veliký
- 1099 – Vojska první křížové výpravy, měsíc po dobytí Jeruzaléma, porazila Saracény v bitvě u Askalonu,  historického palestinského města ve středomoří
- 1399 – Anglický král Richard II. se vzdal svému synovci Jindřichovi na hradě Flint ve Walesu.
- 1493 – Po smrti Friedricha III. nastoupil na trůn Svaté říše římské Maxmilián I. Habsburský. Byl nazýván posledním rytířem a obratnou sňatkovou politikou vytvořil z rodu Habsburků nejmocnější evropskou dynastii.
- 1702 – Admirál Benbow svedl osudnou bitvu u Santa Marty.
- 1816 – Indonéský ostrov Jáva je zpět v nizozemských rukou
- 1836 – Anglická výzkumná loď HMS Beagle s Charlesem Darwinem na palubě zakotvila v Angra na Azorských ostrovech
- 1848 – New York Herald Tribune oznamuje objev zlata v Kalifornii, čímž odstartoval zlatou horečku, která vypukla v lednu 1849
- 1888 – V belgickém městě Spa se konala první soutěž krásy, kterou vyhrála 18letá dívka z Karibiku
- 1900 – Na pařížských Olympijských hrách se odehrál první a poslední olympijský zápas v kroketu
- 1909 – V Indianopolis se jede první automobilový závod Indy 500
- 1913 – Francouz Adolphe Célestin Pégoud provedl první seskok padákem v Evropě
- 1934 – Němci se v referendu drtivou většinou vyslovili pro sloučení úřadů prezidenta a kancléře v úřad vůdce, zastávaný dosavadním kancléřem Adolfem Hitlerem.
- 1936
  - Španělská občanská válka: Federico García Lorca byl zavražděn nacionalisty.
  - Byl zahájen první z moskevských procesů proti Lvu Kameněvovi a Grigoriji Zinovjevovi, během nichž byly v rámci stalinských čistek popraveny tisíce lidí.
- 1940 – Francouzská vláda rozpouští veškeré zednářské lóže
- 1944
  - Vznikl slovinský Úřad pro statistiku.
  - Začalo šestidenní Pařížské povstání, kterým byla Paříž osvobozena od německé okupace.
- 1953 – Vláda íránského ministerského předsedy Muhammada Mosaddeka byla svržena s přispěním CIA.
- 1960 – Sonda Sputnik 5 (Korabl-Sputnik 2) měla na palubě dva psy – Strelku a Bělku.
- 1976 – Viceprezident prezidenta Richarda Nixona Gerald Ford získal prezidentskou nominaci na republikánském sjezdu v Kentucky
- 1989
  - Na hranicích Maďarska a Rakouska proběhla povolená demonstrace Panevropský piknik, při které několik set občanů Německé demokratické republiky emigrovalo na Západ.
  - Polský prezident Wojciech Jaruzelski jmenoval Tadeusze Mazowieckeho prvním nekomunistickým premiérem po 42 letech.
- 1991 – V Sovětském svazu byl zinscenován tzv. Srpnový puč proti Michailu Gorbačovovi.
- 1993 – Nejznámější ukazatel vývoje na americkém akciovém trhu Dow Jones dosáhl rekordní výšky 3612.13 bodů
- 2010 – Poslední bojová brigáda americké armády se stáhla z Iráku. Skončila tak americká účast ve válce v Iráku.

## Narození

### Česko

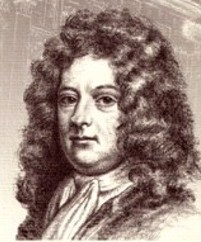
František Maxmilián Kaňka (* (1674)

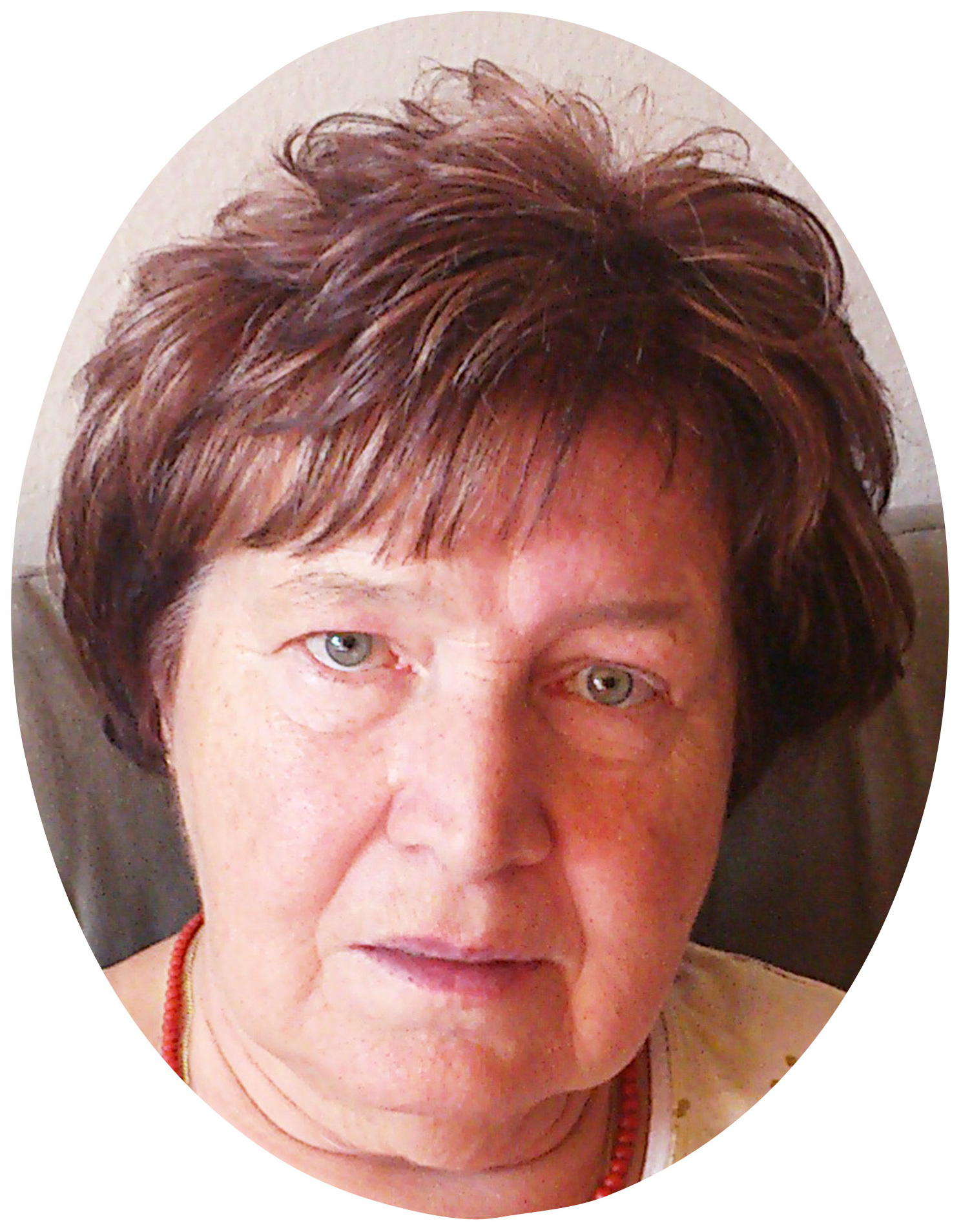
Helena Haškovcová (* 1945)

- 1674 – František Maxmilián Kaňka, barokní architekt († 14. července 1766)
- 1847 – Josef Dürich, český politik († 12. ledna 1927)
- 1849 – Václav Sitte, kanovník kapituly sv. Štěpána v Litoměřicích († 19. srpna 1912)
- 1852 – František Adolf Borovský, historik umění († 2. května 1933)
- 1858 – Viktor Beneš, architekt († 22. února 1922)
- 1864 – Adolf Černý, profesor slavistiky a básník († 27. prosince 1952)
- 1880 – Hugo Bergmann, československý politik († 30. dubna 1944)
- 1871 – Hynek Kubát, kladenský hudební pedagog a dirigent († 8. září 1948)
- 1873 – Ludvík Vacátko, malíř († 26. listopadu 1956)
- 1878 – Otakar Kamper, muzikolog († 30. června 1942)
- 1893 – Vladislav Klumpar, československý právník a politik, protektorátní ministr († 27. června 1979)
- 1899 – Alois Vošahlík, politik, ministr československé vlády († 8. srpna 1946)
- 1904 – František Omelka, pedagog, spisovatel, esperantista († 23. července 1960)
- 1907 – Jiří Srnka, hudební skladatel († 31. ledna 1982)
- 1909 – Vladimír Skalička, jazykovědec a polyglot († 17. ledna 1991)
- 1913 – Vojtěch Erban, sociálně-demokratický a komunistický poslanec († 28. ledna 1981)
- 1923
  - Václav Gajer, režisér a scenárista († 1. července 1998)
  - Jiří Jobánek, středoškolský učitel a spisovatel († 9. července 2002)
- 1924 – Radomír Kolář, malíř († 5. října 1993)
- 1929 – Otakar Diblík, designér († 12. února 1999)
- 1934 – Vojen Güttler, právník, soudce Ústavního soudu
- 1936 – Hana Purkrábková, keramička a sochařka († 14. ledna 2019)
- 1938 – Věra Galatíková, herečka († 21. prosince 2007)
- 1940 – Jana Malknechtová, herečka a zpěvačka
- 1943 – Jan Litomiský, disident, signatář Charty 77 a politik
- 1945 – Helena Haškovcová, bioložka a filosofka
- 1948 – Petr Mikeš, básník, překladatel a redaktor
- 1963 – Dan Jiránek, český politik, primátor Kladna

### Svět
- 866 – Leon VI. Moudrý, byzantský císař († 11. května 912)
- 1163 – Otakar IV. Štýrský, vévoda štýrský († 8. května 1192)
- 1596 – Alžběta Stuartovna, anglická princezna a česká královna († 13. února 1662)
- 1631 – John Dryden, anglický básník († 12. května 1700)
- 1689 – Samuel Richardson, anglický spisovatel († 4. července 1761)
- 1646 – John Flamsteed, anglický astronom († 31. prosince 1719)
- 1742 – Jean Dauberval, francouzský tanečník a choreograf († 14. února 1806)
- 1743 – Madame du Barry, francouzská kurtizána, milenka krále Ludvíka XV. († 8. prosince 1793)
- 1745 – Johan Gottlieb Gahn, švédský chemik († 8. prosince 1818)
- 1790 – Edward John Dent, anglický hodinář († 8. března 1853)
- 1794 – August Ludwig von Senarclens-Grancy, německý důstojník a dvorský úředník († 3. října 1871)
- 1829 – Ján František Pálffy, poslední šlechtický majitel Bojnického zámku († 2. června 1908)
- 1830 – Julius Lothar Meyer, německý chemik († 11. dubna 1895)
- 1836 – Eugène Anthiome, francouzský hudební skladatel († 24. července 1916)
- 1845 – Edmond James de Rothschild, francouzsko-židovský podnikatel a šlechtic († 2. listopadu 1934)
- 1848 – Gustave Caillebotte, francouzský malíř († 21. února 1894)
- 1853 – Alexej Alexejevič Brusilov, ruský generál jezdectva († 17. března 1926)
- 1862 – Maurice Barrès, francouzský spisovatel, novinář a politik († 4. prosince 1923)
- 1869 – Waldemar Titzenthaler, německý fotograf († 7. března 1937)
- 1871 – Orville Wright, průkopník letectví († 30. ledna 1948)
- 1881 – George Enescu, rumunský skladatel, dirigent a houslista († 4. května 1955)
- 1883 – Coco Chanel, francouzská módní návrhářka († 10. ledna 1971)
- 1890 – Jicchak Sade, velitel Hagany a spolutvůrce izraelské armády († 21. srpna 1952)
- 1897 – Roman Vishniac, rusko‑americký biolog a fotograf († 22. ledna 1990)
- 1900 – Gilbert Ryle, britský filosof († 6. října 1976)
- 1903 – Kathrine Kressmann Taylor, americká spisovatelka († 14. července 1996)
- 1904 – Maurice Wilks, britský automobilový a letecký inženýr († 8. září 1963)
- 1907
  - Radovan Zogović, černohorský básník a politik († 5. ledna 1986)
  - Vladimir Velebit, jugoslávský komunistický politik († 29. srpna 2004)
- 1909 – Jerzy Andrzejewski, polský spisovatel († 19. dubna 1983)
- 1910
  - Svatá Alfonsa, indická řeholnice († 28. července 1946)
  - Quentin Bell, britský spisovatel, malíř, historik umění († 16. prosince 1996)
- 1914 – Maurice Bourgès-Maunoury, francouzský premiér († 10. února 1993)
- 1920 – Michal Maheľ, slovenský geolog († 7. srpna 1999)
- 1921 – Gene Roddenberry, americký scenárista, tvůrce TV seriálu Star Trek († 24. října 1991)
- 1923 – Dill Jones, velšský klavírista († 22. června 1984)
- 1924 – Willard Sterling Boyle, kanadský fyzik, nositel Nobelovy ceny († 7. května 2011)
- 1930 – Frank McCourt, americký spisovatel irského původu († 20. července 2009)
- 1933 – Guy Grosso, francouzský herec a komik († 14. února 2001)
- 1935
  - Story Musgrave, americký astronaut a lékař
  - Laurynas Stankevičius, premiér Litvy († 17. března 2017)
- 1938
  - Diana Muldaurová, americká herečka
  - Hermann Nitsch, rakouský výtvarník († 18. dubna 2022)
- 1939 – Ginger Baker, anglický bubeník, člen skupiny Cream († 6. října 2019)
- 1940 – Jill St. John, americká herečka
- 1942
  - Fred Thompson, americký politik, právník, lobbista a herec († 1. listopadu 2015)
  - Ray Cooper, britský bubeník a perkusionista
- 1945
  - Brian Godding, velšský kytarista († 26. listopadu 2023)
  - Ian Gillan, britský zpěvák (Deep Purple)
- 1946
  - Charles Bolden, americký astronaut, ředitel NASA
  - Bill Clinton, 42. americký prezident
  - Philipp z Lichtenštejna, knížecí princ
- 1947
  - Tony Williams, anglický hudebník
  - Alan Gowen, britský klávesista a hudební skladatel († 17. května 1981)
- 1951 – John Deacon, anglický hudebník, člen skupiny Queen
- 1952
  - Milton Hatoum, brazilský překladatel, profesor a spisovatel
  - Jonathan Frakes, americký herec a režisér
- 1955
  - Ibrahim Isaac Sidrak, hlava koptské katolické církve
  - Peter Gallagher, americký herec
- 1956 – Adam Arkin, americký herec
- 1960 – Jožef Školč, slovinský politik
- 1963 – Joey Tempest, švédský zpěvák (Europe)
- 1965 – Kyra Sedgwick, americká herečka
- 1969 – Matthew Perry, americký herec († 28. října 2023)
- 1973 – Marco Materazzi, italský fotbalista
- 1987 – Nico Hülkenberg, německý závodník F1
- 1988 – Viktorija Kutuzovová, ukrajinská tenistka
- 1989 – Maciej Rybus, polský profesionální fotbalista
- 1996 – Vitalij Skakun, ukrajinský mariňák a válečný hrdina († 24. února 2022)

## Úmrtí

### Česko
- 1654 – Jom Tov Lipmann Heller, židovský učenec, vrchní pražský a moravský zemský rabín (* 1579)
- 1849 – Antonín Doležálek, vychovatel slepých (* 3. dubna 1799)
- 1884 – Jakub Bursa, jihočeský lidový umělec, zedník a stavitel (* 21. července 1813)
- 1892 – František Zdeněk Skuherský, hudební skladatel a pedagog (* 31. července 1830)
- 1901 – Josef Kaizl, přední liberální ekonom 19. století, nejvýše postavený Čech v dějinách rakousko-uherské monarchie (* 10. června 1854)
- 1911 – Josef Vydra, taneční mistr a první český pilot balónu (* 18. března 1836)
- 1912 – Václav Sitte, kanovník kapituly sv. Štěpána v Litoměřicích (* 1849)
- 1934 – Stanislav Jiránek, hudební pedagog a skladatel (* 23. října 1867)
- 1951 – Josef Hinner, starosta Moravské Ostravy na počátku druhé světové války (* 12. května 1899)
- 1957 – Vladimír Řepa, herec (* 8. listopadu 1900)
- 1961 – Eduard Kadlec, generál Československých legií v Rusku (* 16. března 1880)
- 1964 – Aleš Podhorský, divadelní režisér a herec (* 19. dubna 1900)
- 1969 – Rudolf Fischer, československý politik německé národnosti (* 29. ledna 1880)
- 1983 – Břetislav Benda, sochař (* 28. března 1897)
- 1992 – Drahomír Koudelka, volejbalista, mistr světa (* 26. května 1946)
- 1993 – Josef Böhm, geodet a kartograf (* 21. srpna 1907)
- 1994 – Ladislav Fuks, prozaik (* 24. září 1923)
- 1995 – Vladimír Škutina, humorista, publicista, spisovatel (* 16. ledna 1931)
- 1997 – Petr Novák, zpěvák (* 6. září 1945)
- 2003 – Josef Petr Ondok, katolický kněz, spisovatel a vědec (* 2. září 1926)
- 2009 – Josef Chuchro, violoncellista a pedagog (* 3. července 1931)
- 2011 – Jaroslav Smolka, hudební režisér, muzikolog a skladatel (* 8. dubna 1933)
- 2012 – Miloslav Petrusek, sociolog, prorektor Univerzity Karlovy (* 15. října 1936)
- 2013 – Evžen Quitt, geograf a klimatolog (* 22. července 1933)

### Svět

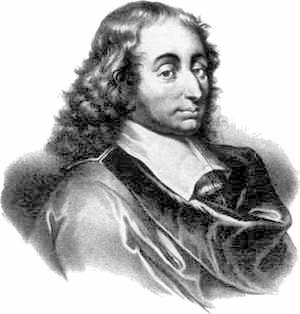
Blaise Pascal († 1662)

- 0014 – Augustus, římský císař (* 23. září 63 př. n. l.)
- 1245 – Ramon Berenguer V. Provensálský, hrabě provensálský a z Forcalquier (* 1198)
- 1297 – Ludvík z Toulouse, francouzský světec z dynastie Anjouvců (* únor 1274)
- 1334 – Jan Aragonský, syn aragonského krále Jakuba II., arcibiskup a kazatel (* 1301)
- 1493 – Fridrich III. Habsburský, rakouský vévoda a císař Svaté říše římské (* 1415)
- 1506 – Alexandr I. Jagellonský, polský král (* 5. srpna 1461)
- 1580 – Andrea Palladio, italský architekt (* 1508)
- 1625 – Fridrich Vilém Těšínský, těšínský kníže (* 9. listopadu 1601)
- 1646 – Francesco Furini, italský barokní malíř z Florencie (* cca 1603)
- 1657 – Frans Snyders, vlámský barokní malíř (* 1579)
- 1662 – Blaise Pascal, francouzský matematik, fyzik, spisovatel, teolog a náboženský filozof (* 19. června 1623)
- 1753 – Balthasar Neumann, německý architekt (* 27. ledna 1687)
- 1763 – Karel August Waldeck, nejvyšší velitel nizozemské armády (* 24. září 1704)
- 1783 – Franz Xaver Messerschmidt, rakouský barokní sochař (* 6. února 1736)
- 1777 – Johann Christian Polycarp Erxleben, německý přírodovědec (* 22. června 1744)
- 1804 – Barthélemy Louis Joseph Schérer, francouzský generál (* 18. prosince 1747)
- 1814 – Angelo Tarchi, italský hudební skladatel (* 1760)
- 1815 – Charles de la Bédoyére, francouzský generál (* 17. dubna 1786)
- 1822 – Jean-Baptiste Joseph Delambre, francouzský astronom (* 19. září 1749)
- 1823 – Robert Bloomfield, anglický básník (* 3. prosince 1766)
- 1863 – Pietro Marini, italský kardinál (* 5. října 1794)
- 1889 – Auguste Villiers de l'Isle Adam, francouzský spisovatel (* 7. listopadu 1838)
- 1905 – William-Adolphe Bouguereau, francouzský malíř (* 30. listopadu 1825)
- 1906 – Ezechiel Moreno Díaz, biskup a světec (* 9. dubna 1848)
- 1915
  - Julius von Payer, německý objevitel, kartograf a malíř pocházející z Čech (* 2. září 1841)
  - Serafino Vannutelli, italský kardinál (* 26. listopadu 1834)
- 1922 – Felipe Pedrell, španělský hudební skladatel (* 19. února 1841)
- 1923 – Vilfredo Pareto, italský ekonom (* 15. července 1848)
- 1929 – Sergej Ďagilev, ruský baletní impresário (* 31. března 1872)
- 1932
  - Johann Schober, rakouský kancléř (* 14. listopadu 1874)
  - Louis Anquetin, francouzský malíř (* 26. ledna 1861)
- 1933 – Anton Witek, česko-německý houslista (* 7. ledna 1872)
- 1936 – Federico García Lorca, španělský básník a dramatik, popraven (* 5. června 1898)
- 1942
  - Zdeněk Schmoranz, český spisovatel, dramatik a novinář (* 27. července 1896)
  - Bohuslav Všetička, legionář, československý generál (* 25. září 1893)
- 1944 – Günther von Kluge, polní maršál nacistického Německa (* 30. října 1882)
- 1947
  - Růžena Jilemnická, slovenská spisovatelka českého původu (* 15. února 1897)
  - Oskar Moll, německý malíř (* 21. července 1875)
- 1956 – Helmar Lerski, kameraman a fotograf (* 18. ledna 1871)
- 1957 – Carl-Gustav Arvid Rossby, švédsko-americký meteorolog (* 28. prosince 1898)
- 1959 – Blind Willie McTell, americký bluesový kytarista, zpěvák a kazatel (* 5. května 1898)
- 1965 – Ján Kokinčák, slovenský řeckokatolický kněz a generální vikář (* 11. dubna 1880)
- 1966 – Fritz Bleyl, německý malíř, grafik a architekt (* 8. října 1880)
- 1967 – Hugo Gernsback, americký spisovatel a editor science fiction (* 16. srpna 1884)
- 1968 – George Gamow americký fyzik, pokládán za otce teorie "Velkého třesku" (* 4. března 1904)
- 1977 – Groucho Marx, americký komik (* 2. října 1890)
- 1983 – Miha Marinko, slovinský politik (* 8. září 1900)
- 1990 – An Rutgers van der Loeff-Basenauová, nizozemská spisovatelka (* 15. března 1910)
- 1994 – Linus Pauling, kvantový chemik a biochemik, nositel Nobelovy ceny za chemii (* 28. února 1901)
- 1995 – Pierre Schaeffer, francouzský hudební skladatel, zakladatel konkrétní hudby (* 14. srpna 1910)
- 1998 – Vasilij Archipov, sovětský námořní důstojník (* 30. ledna 1926)
- 2001 – Henri-François Van Aal, belgický frankofonní žurnalista a politik (* 4. ledna 1933)
- 2002 – Eduardo Chillida, španělský sochař (* 10. ledna 1924)
- 2008
  - Binjamin Gibli, náčelník izraelské vojenské rozvědky Aman (* 1. ledna 1919)
  - Levy Mwanawasa, zambijský politik (* 3. září 1948)
- 2011 – Raúl Ruiz, chilský režisér (* 25. července 1941)
- 2012 – Tony Scott, britský režisér a producent (* 21. června 1944)
- 2013
  - Cedar Walton, americký klavírista (* 17. ledna 1934)
  - Lee Thompson Young, americký herec (* 1. února 1984)
  - Mirko Kovač, chorvatský, srbský i černohorský spisovatel (* 26. prosince 1938)
- 2019 – Larry Taylor, americký baskytarista, člen skupiny Canned Heat (* 26. června 1942)
- 2021 – Chuck Close, americký malíř (* 5. července 1940)
- 2023 – Vašo Patejdl, slovenský zpěvák (* 10. října 1954)

## Svátky

### Česko
- Ludvík, Ludivoj
- Ludvíka, Luisa

### Svět
- OSN – Světový humanitární den[1]
- státní svátek Afghánistánu
- konec období záplav (začátek 19. června) – koptský a etiopský liturgický rok
- Světový den fotografie
- Mezinárodní den pirátů
- Mezinárodní letecký den
- Mezinárodní den orangutanů
- Etiopie: Buhe

Pravoslavné církevní kalendárium (podle starého juliánského kalendáře):
- Proměnění Páně; veliký svátek (z dvanáctera)